# Rondeletia savannarum
Rondeletia savannarum är en måreväxtart som beskrevs av Nathaniel Lord Britton. Rondeletia savannarum ingår i släktet Rondeletia och familjen måreväxter. Inga underarter finns listade i Catalogue of Life.